# شقبان غينيا الجديدة
شقبان غينيا الجديدة (الاسم العلمي:Megapodius affinis) (بالإنجليزية: New Guinea Megapode)‏ هو نوع من الطيور يتبع جنس الشقبان من فصيلة الشقبانية.